# Nova Pustovarivka, Skvîra
Nova Pustovarivka (în ucraineană Нова Пустоварівка) este un sat în comuna Leninske din raionul Skvîra, regiunea Kiev, Ucraina.

## Demografie
Componența lingvistică a localității Nova Pustovarivka
     Ucraineană (97,96%)
     Rusă (2,04%)
Conform recensământului din 2001, majoritatea populației localității Nova Pustovarivka era vorbitoare de ucraineană (97,96%), existând în minoritate și vorbitori de rusă (2,04%).